# الهيئة العامة للثورة السورية
الهيئة العامة للثورة السورية هي تحالف لمجموعة من تنسيقيات واتحادات تنسيقات الثوار السوريين أعلن في 18 آب 2011 في مدينة إسطنبول التركيّة، تتكوّن الهيئة العامة للثورة السورية من أربعين جماعة سوريّة معارضة هدفها توحيد جهودها خلال الانتفاضة السورية 2011، وفقاً لبيانها الأول فإن هدف هذا التحالف هو بناء دولة حرة ومدنيّة وديموقراطيّة تحترم حقوق الإنسان وتكفل الحرية والمساواة والكرامة لجميع المواطنين السوريين.

## الميثاق العام للهيئة
الهيئة العامة للثورة السورية إطاراً يتشكّل من الثّوار وتجمعات التنسيق التي ظهرت خلال الثورية السورية، ووافقت على الالتزام بأهدافه ومبادئه، أعلن في 18 آب 2011 وهو إطار مفتوح لانضمام ثوار جدد وتجمعات ثورية قيد التشكل أو ستفرزها المرحلة القادمة في أماكن متفرقة من البلاد، ومهمته توحيد الجهود وقيادة العملية الثورية، بحراكها المدني السلمي، وتنسيق وتوحيد العمل الميداني، والتعبير عنها سياسياً وإعلامياً، وذلك من اجل تمكين الثورة السورية من تحقيق أهدافها وتطلعات شعبنا بإسقاط النظام وبناء الدولة المدنية الديمقراطية لكل السوريين .

### المبادئ العامة للهيئة العامة للثورة السورية
- الالتزام بهدف الثورة الأساسي وهو إسقاط النظام السوري التسلطي اللاشرعي، من أجل تمكين شعبنا السوري بمكوناته المختلفة من بناء دولته المدنية الديمقراطية، وتحقيق تطلعاته في الحرية والمساواة والكرامة واحترام حقوق الإنسان.
- الالتزام بمبادئ الثورة الأساسية، وهي: الوحدة الوطنية وسلمية الثورة ولا طائفيتها.
- الثورة من أجل التغيير عمل وطني ينجزه السوريون بقواهم وقدراتهم.
- الثورة الشعبية هي مصدر الشرعية السياسية في البلاد وستبقى مستمرة إلى حين تحقيق أهداف الشعب السوري في الحرية والمساواة والكرامة.
- وحدة سورية أرضاً وشعباً.
- الثورة السورية ثورة شعبية سلمية وليست تحت أية مظلة دينية أو طائفية أو عرقية إثنية بعينها أو أيديولوجيا سياسية محددة.

### رؤية الهيئة العامة للثورة السورية
- السوريون شعب واحد قوامه التعدد والتنوع، أفراده متساوون في الحقوق والواجبات لا ينال أحد منهم امتيازاً أو ينتقص من حقوقه بسبب العرق أوالدين أوالطائفة أوالجنس أوالرأي والموقف السياسي.
- تنال كل التجمعات الإثنية والقومية والعرقية والطائفية المكونة للمجتمع السوري الاحترام على أساس المواطنة دون أي امتيازات خاصة، حيث لكل منها حقوق وواجبات على أرضية المساواة بين الجميع.
- السيادة للقانون ولا حصانة لأحد فوق القانون، والمحاسبة وعدم الإفلات من العقاب، مبدأ شامل لا استثناء لأحد منه.
- الموارد الوطنية ملك للسوريين جميعاً، وعائداتها توجه نحو التنمية بشكل عام، ونحو رفع مقدرات ومستوى حياة الشرائح والفئات الأكثر حرماناً.
- الالتزام بالاتفاقيات الدولية وتقرير علاقاتها بالدول الأخرى بما يضمن حقوق سورية الوطنية، والالتزام بالاتفاقيات الدولية المعنية بحقوق الإنسان
- الالتزام بانتماء سورية للأسرة الدولية كونها عضو مؤسس في الأمم المتحدة ومجمل الهيئات الدولية ذات الصلة.وبعضويتها بالجامعة العربية والمؤتمر الإسلامي.

### أهداف الهيئة
- تطوير الجهود الميدانية للوصول إلى الشكل الأمثل من أشكال تنظيم الحراك الشعبي ودعمه، وتهيئة الظروف المناسبة لاستمرار تصاعد زخمه حتى تحقيق أهداف الثورة.
- تنسيق التفاعل بين السوريين في الداخل والخارج في كل المجالات السياسية والإعلامية والحقوقية والاقتصادية، للمساهمة الفعّآلة في خدمة الثورة للوصول بها لأعلى درجات التكامل.
- ضمان التغطية الإعلامية للثورة السورية بشكل فعال ورفد وسائل الإعلام بتفاصيلها
- متابعة العمل على تطوير وسائل ثورتنا السلمية.
- تشكيل الهيكلية التنظيمية والسياسية الكفيلة بتمثيل الشعب السوري الثائر، والتواصل مع المجتمع الدولي والعربي، والهيئات الدولية والعربية والإقليمية، من أجل تمكين الشعب السوري من تحقيق تطلعاته المشروعة في بناء دولته المدنية الديمقراطية الراعية لحقوق مواطنيها.
- التواصل السياسي والدبلوماسي الفعّال مع المجتمع الدولي لضمان استمرار الضغط الدولي على النظام السوري ورفع غطاء الشرعية عنه.
- التعاون مع المنظمات الحقوقية وكافة الجهات ذات الصلة، المحلية منها والإقليمية والدولية، لتوثيق الانتهاكات المرتكبة بحق الشعب السوري، تمهيداً لمحاسبة كل مسؤول عن قتل الأبرياء وتعذيب المعتقلين وآلام المهجرين وعدم تمكينهم من الإفلات من العقاب.